# Borkenthelea quatei
Borkenthelea quatei är en tvåvingeart som beskrevs av Gustavo R. Spinelli och Eileen D. Grogan 2001. Borkenthelea quatei ingår i släktet Borkenthelea och familjen svidknott. Inga underarter finns listade i Catalogue of Life.